# Hypogastrura vernalis
Hypogastrura vernalis är en urinsektsart som först beskrevs av Carl 1901.  Hypogastrura vernalis ingår i släktet Hypogastrura och familjen Hypogastruridae. Arten är reproducerande i Sverige. Inga underarter finns listade i Catalogue of Life.